# Drainage minier acide
Pour les articles homonymes, voir DMA et DRA.

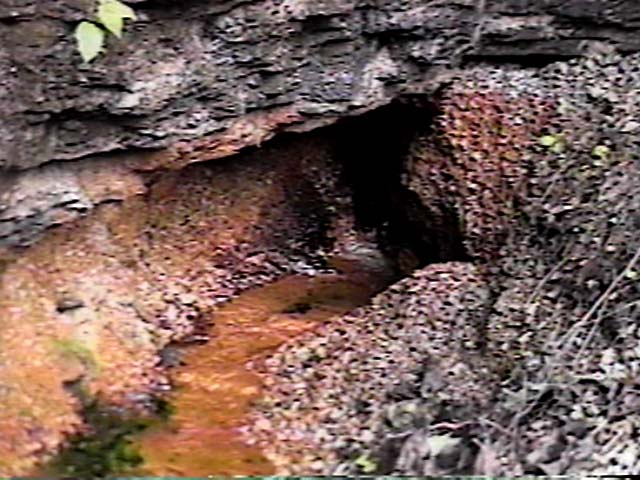
Exemple de drainage acide.

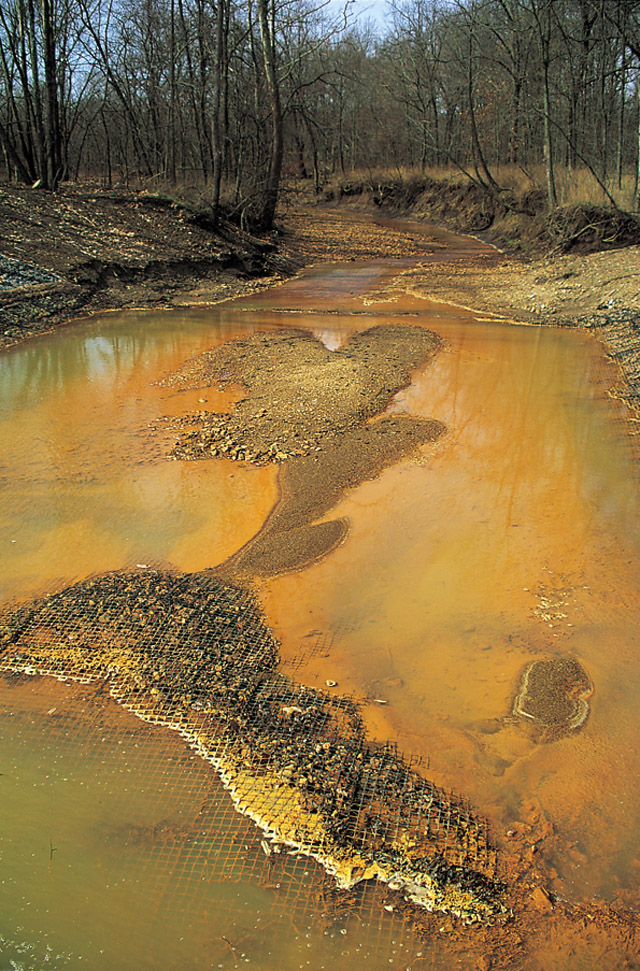
Précipitation d'hydroxydes de fer dans un affluent du Missouri recevant des DMA d'une mine de charbon.

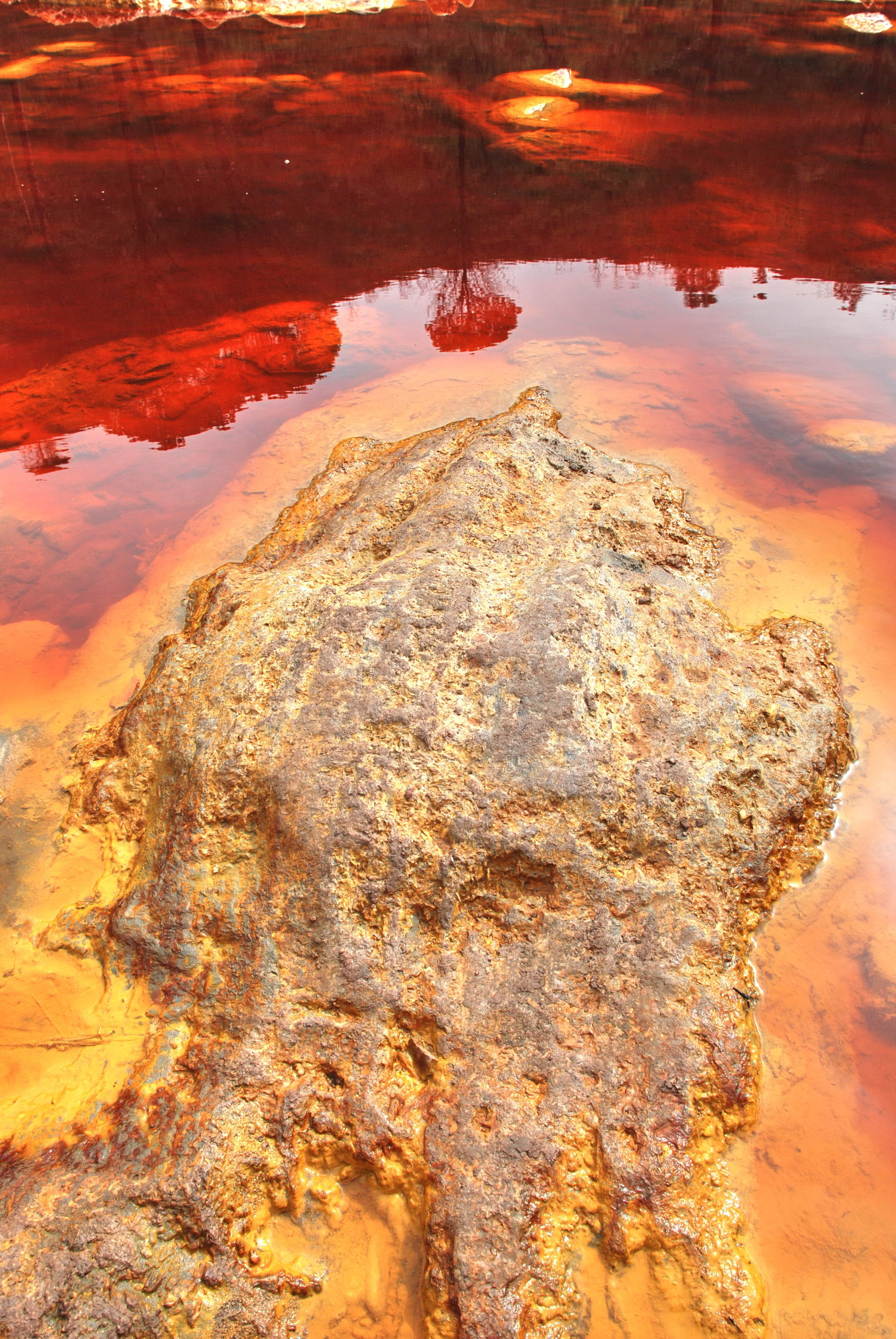
Les eaux très acides (pH 2,2) du Río Tinto semblent incapables d'abriter de la vie. Quelques espèces extrêmophiles (bactéries aérobies et acidophiles) y survivent pourtant. Elles sont responsables de la couleur de la roche et de l'eau.

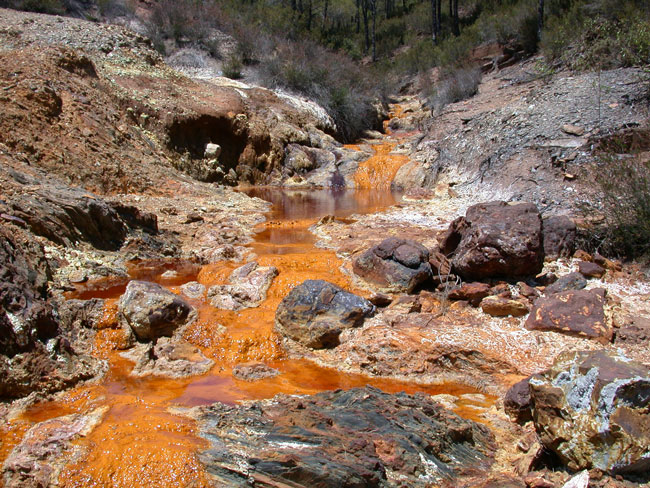
Río Tinto, Espagne.

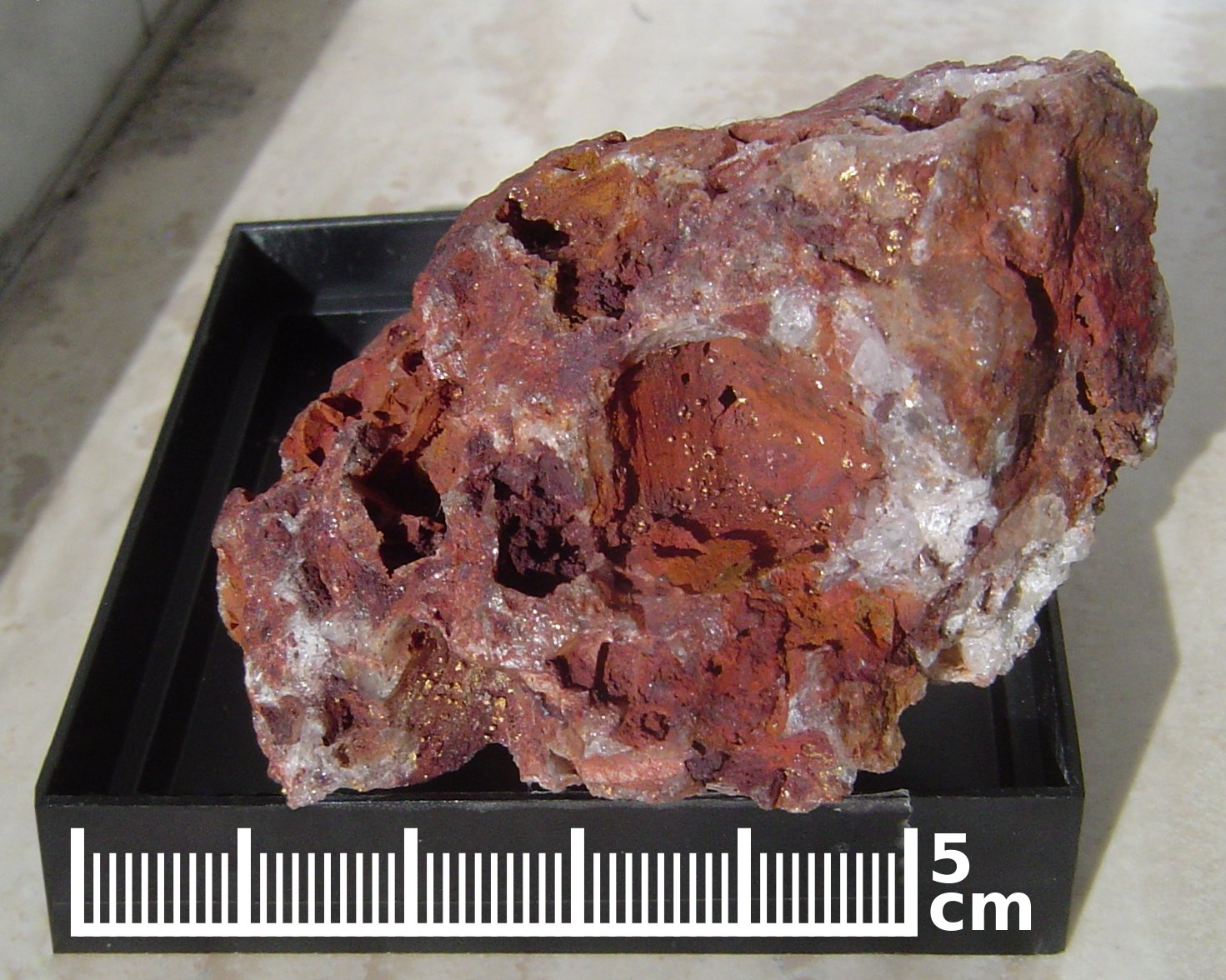
La dissolution d'un cube cristallin de pyrite (qui était dans le bloc au centre de l'image) n'a laissé que quelques particules d'or.

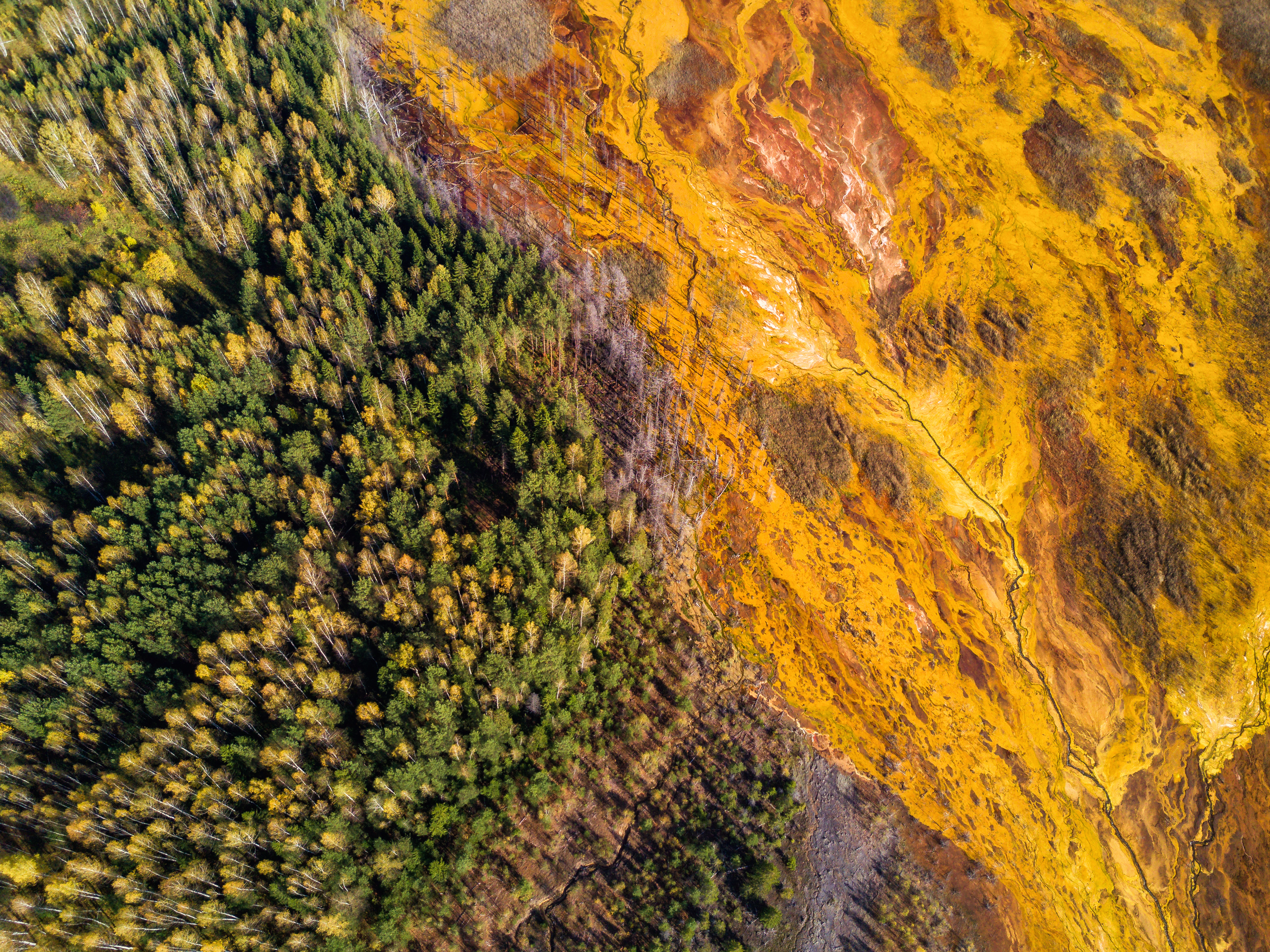
Vue aérienne du désastre écopaysager de la mine de cuivre abandonnée de Levikha (Russie).

Le drainage minier acide (DMA) ou encore drainage rocheux acide (DRA) est un phénomène d'oxydation des sulfures produisant une solution acide s'écoulant régulièrement dans les cours d'eau. De l'acide sulfurique (H2SO4) est produit lorsque des sulfures métalliques (pyrite, FeS2, galène, PbS, sphalérite, ZnS...) entrent en contact avec l'oxygène atmosphérique, à l'occasion de grandes excavations (carrières) et travaux miniers ou de stockage de déchets miniers. Ce processus contribue à l'acidification des eaux douces constatée depuis plusieurs décennies à grande échelle.
Le phénomène est parfois « spontané » sur des affleurements de minéraux sulfurés, naturellement sujets à une oxydation par contact avec l'air et l'eau : de manière lente, il y a production d'acide sulfurique et dissolution des métaux présents (fer et aussi certains métaux toxiques tels que le plomb et le mercure ou d'éléments comme l'arsenic et le sélénium), qui peuvent alors contaminer des nappes phréatiques, des cours d'eau ou des lacs. 
Les formes les plus graves sont de nature anthropique, causées par des travaux miniers (excavations et pompages). L'équilibre chimique des affleurements et des gisements profonds de sulfures métalliques est perturbé par l'apparition soudaine de conditions oxydantes. Ce type de perturbation oxydante peut être responsable d'écoulements acides importants. Étant auto-entretenue, la réaction peut perdurer des décennies, des siècles ou des millénaires tant que les sulfures ou l'oxygène ne font pas défaut.

## Mécanismes de formation

### Origine du phénomène
Les minéralisations naturelles du sous-sol sont dues à des circulations de fluides qui transportent des cations métalliques qui sont chimiquement piégés dans les horizons géologiques réducteurs. En dénoyant les roches et en les exposant directement à l'oxygène de l'air, l'exploitation minière perturbe brusquement les conditions réductrices à l’origine du gisement. Une mine exploitée représente en effet plusieurs kilomètres de galeries (quelques centaines de km parfois plusieurs milliers comme à El Teniente au Chili). Ce sont autant de conduits susceptibles d'apporter de l'oxygène directement au contact du minerai. Quant aux matériaux des mines à ciel ouvert et des carrières, ils sont par définition soumis aux conditions atmosphériques. Les drainages miniers acides se forment alors, soit dans les galeries ennoyées, soit par percolation d’eau sur les tas de résidus solides excavés contenant des sulfures.
Ces matériaux extraits de la mine sont de diverses natures : encaissant parfois relativement riche en sulfures (stérile franc), minerais pauvres en sulfures (haldes, stérile de sélectivité) ou encore rejets de traitement pauvres en métaux précieux mais riches en sulfure. Les quantités produites et stockées peuvent atteindre plusieurs millions de tonnes. Ainsi, les déchets de flottation de la plus grande mine de cuivre au monde, Chuquicamata au Chili, occupent une surface de 48 km2. Ces produits, déjà stockés humides, sont également exposés à la pluie et aux intempéries.

Les processus chimiques (de nature abiotique) et biologiques (dus à l'activité bactérienne) de formation des DMA s'enclenchent après le contact des sulfures avec l'oxygène dissous dans les eaux de ruissellement sur le lieu de stockage exposé à l'atmosphère.
Les micro-organismes présents dans les sols peuvent contribuer à faciliter ce processus par leur capacité à oxyder les sulfures. Les micro-organismes comprennent des archées et des bactéries dont le génome a évolué permettant des adaptations aux milieux acides et écotoxiques pour d'autres espèces. Les micro-organismes se servent de leur système enzymatique redox pour transférer des électrons des composés réduits du soufre (sulfure, soufre élémentaire, thiosulfate...) à un accepteur terminal d'électrons. Au passage, ils utilisent ces électrons dans leur chaîne respiratoire pour produire l'énergie qui leur est nécessaire.

### Catalyse
Les réactions chimiques responsables des drainages miniers acides sont l'oxydation des ions disulfures (S22–, aussi notés plus explicitement –S–S– pour faire ressortir la liaison chimique covalente entre les deux atomes de souffre présents dans cet anion) et des ions ferreux (Fe2+) de la pyrite (FeS2), le sulfure métallique le plus courant. Cette réaction a lieu en présence ou en absence de bactéries selon l'équation globale :
Il ne s'agit toutefois ici que d'un bilan de masse : en effet, le processus d’oxydation de la pyrite varie en fonction de l'évolution du pH et fait intervenir plusieurs réactions élémentaires affectant soit les espèces du soufre, soit celles du fer dont la solubilité dépend du pH. La particularité de cette réaction est d’être autocatalysée, ce qui permet à l'oxydation des sulfures de se propager de façon comparable à un incendie : de même que la combustion produit de la chaleur qui déclenche l'inflammation d'autres matériaux situés à proximité, l'oxydation des ions ferreux Fe2+ produit des ions ferriques Fe3+, de puissants agents oxydants, qui diffusent en solution acide et entraînent l'oxydation d'autres sulfures plus loin dans le terrain.
L'oxydation des sulfures est également favorisée par certains micro-organismes qui tirent des réactions d'oxydoréduction l'énergie nécessaire à leur activité et à leur croissance. Les bactéries peuvent se développer au sein de biofilms tapissant les surfaces minérales ou simplement flotter et dériver dans l'eau sous forme planctonique. Les systèmes enzymatiques de respiration de ces bactéries catalysent des réactions chimiques pouvant se dérouler à la surface des minéraux ou en solution aqueuse.
Les détails de ces processus sont encore mal compris. Ils font l'objet de recherches et de discussions scientifiques, visant à déterminer la part prédominante entre oxydation directe et indirecte (c.-à-d. avec contact direct ou non des bactéries avec la surface des sulfures). De même, en présence de bactéries, il est plus difficile de faire la part entre les processus physico-chimiques purement abiotiques et ceux catalysés par l'activité bactérienne. Toutefois, l'oxydation de la pyrite étant un processus exergonique (∆G < 0) et non limité cinétiquement, elle peut survenir de façon strictement abiotique au contact de l'oxygène atmosphérique en condition humide, l'eau étant un solvant indispensable aux réactions chimiques. L'activité bactérienne ne contribue ici qu'à l'accélération des réactions inorganiques.

## Impact environnemental et socio-économique

### Pollutions induites par les DMA
L'oxydation des sulfures est une source majeure de pollution acide et métallique pour l'environnement proche et en particulier pour les zones humides, les cours d'eau (jusque loin en aval), ainsi que pour les aquifères s'ils sont en contact avec des lixiviats acides.

Dans les cas les plus sévères, l'oxydation des sulfures peut libérer chaque jour plusieurs tonnes de composés métalliques toxiques dans le système hydrographique.
Les métaux solubilisés dans les effluents miniers acides sont non-dégradables, bioaccumulables et presque tous de violents poisons du métabolisme pour toutes les espèces animales, l'homme, et la plupart des plantes (arsenic notamment).

La présence simultanée de plusieurs métaux peut engendrer une toxicité supérieure à celle de chaque métal séparé. Par exemple, le zinc, le cadmium et le cuivre sont toxiques aux bas pH et agissent en synergie pour inhiber la croissance des algues et affecter les poissons.
L'acidification à elle seule, est directement à l'origine d’une mortalité importante des populations de poissons et micro-crustacés, de perturbations de leur taux de croissance et de leur reproduction. Les effets indirects de l'acidification sont la dégradation des habitats d'espèces et des modifications des relations prédateurs-proies (perturbation voire interruption de la chaîne alimentaire). Très peu d'espèces sont capables de survivre à des pH inférieurs à 5.
Dans les régions constituées de terrains acides, l’acidité des eaux est conservée, et les métaux sont alors transportés (sous forme ionique, solubilisés) à grande distance. Dans les régions constituées de terrains calcaires (alcalins), en revanche, les eaux acides sont rapidement neutralisées par les roches carbonatées, et la plupart des métaux précipitent sous des formes insolubles, en limitant la contamination des réseaux trophiques. Lors des crues, les particules solides riches en métaux (fragments détritiques de minerai ou minéraux métalliques précipités) peuvent être entraînées très loin en aval et peuvent parfois redevenir solubles si les caractéristiques physico-chimiques des eaux changent. C'est le cas du cadmium de la Gironde : provenant d'un site métallurgique du district de Decazeville (bassin du Lot), il est solubilisé dans l'estuaire et peut être transporté sur la côte atlantique et se retrouver dans des huîtres à plus de 400 km de sa source.
Quant aux sulfates, si présents en forte concentration, ils peuvent induire une pression osmotique importante, susceptible de perturber certains micro-organismes.
Enfin, les DMA ont également un impact visuel sur les paysages : les dépôts de couleur jaunâtre, ocre à rouille, sur plusieurs kilomètres de cours d'eau, ou l'aspect dénudé des terrils de déchets miniers, ne passent pas inaperçus.

### Conséquences pour l’homme
En dégradant la qualité de l'eau, les DMA conduisent à la disparition de ses usages en aval des opérations minières (alimentation en eau potable, base de loisir, pêche, irrigation), ce qui peut poser de graves problèmes de santé environnementale, notamment dans les pays pauvres.

Pendant l’exploitation, ils sont également responsables de la corrosion des infrastructures minières et des équipements.
La surveillance des eaux destinées à l'alimentation humaine exclut a priori les risques d'ingestion directe de métaux lourds provenant de DMA.

Cependant une intoxication indirecte n'est pas impossible. En effet, le jeu des bioaccumulations et des bioamplifications peut aboutir à une intoxication humaine via les poissons, notamment chez les pêcheurs réguliers ou consommateurs réguliers de poissons dans les zones concernées.
Chez les personnes souffrant d'intoxications métalliques, on trouve des métaux toxiques dans la plupart des tissus mous, surtout le foie, les reins mais aussi dans les os. Une fois absorbés, les métaux lourds sont souvent difficiles à éliminer. La demi-vie de la plupart d'entre eux dans le corps humain est longue (30 ans pour le cadmium). L'exposition à de nombreux métaux pourrait aussi provoquer des cancers.

## Lutte contre la pollution des DMA

### Historique
La pollution par les métaux est aussi ancienne que l’activité minière. Dans l’estuaire du Rio Tinto (Espagne), petit fleuve acide qui draine la plus grosse minéralisation sulfurée du monde, un sondage a recoupé un horizon contaminé contenant des sables à sulfures avec des scories et des charbons datés de l’âge du cuivre (-2500 ans). Ce type de pollution a longtemps été occulté pour ne pas entraver le développement industriel : la prise de conscience est assez récente. En fait, il a fallu deux accidents majeurs pour que cette problématique touche l'opinion mondiale : sur le site de la mine d’Aznalcóllar (Espagne), en 1998, l’effondrement d’un terril a entraîné le déversement de 4 000 000 m3 de DMA dans un fleuve adjacent ; à Baia Mare (Roumanie), en 2000, un incident similaire entraîna le déversement de 100 000 m3 de DMA contenant entre 50 et 100 tonnes de cyanure, qui ont contaminé le Danube sur plus de 2 000 km. La recherche sur les DMA, débutée dans les années 1970, s'est organisée à la fin des années 1980 avec l'avènement de grands programmes de recherche internationaux, comme le MEND au Canada ou le MiMi en Suède.

### Solutions techniques
À l’abandon d’une mine, le meilleur moyen d’éviter la pollution de la nappe et des cours d’eau voisins est de renoncer à l’ennoyage et de poursuivre l’exhaure : c’est une solution contraignante mais il est facile d’en évaluer le coût financier et de constituer une provision. Cette option paraît particulièrement pertinente quand les eaux d’exhaure trouvent une utilisation lucrative. Le traitement des effluents acides, en revanche, est un fardeau financier d'une durée indéterminée pour les opérateurs miniers, les personnes chargées de la réhabilitation et finalement pour la communauté. Si on choisit tout de même cette dernière solution, on privilégiera les traitements passifs, sur le modèle des processus naturels, qui sont moins coûteux, plus faciles à mettre en place et à gérer et moins agressifs pour l’environnement que les traitements chimiques actifs.
Dans le cas des DMA issus de terrils, il existe plusieurs méthodes de neutralisation. On peut d’abord noyer les stocks de déchets miniers sous une lame d’eau ou les déverser dans des lacs anoxiques et fermés (l’oxygène pénètre très difficilement dans l’eau). Dans d’autres cas, on préfère traiter le site en drainant et dérivant les eaux de ruissellement et en recouvrant les stocks de déchets miniers d'une couverture imperméable : film plastique, épandage de goudron ou de chaux et de polymère hydrophobe. La couverture peut aussi être naturelle, permettant une revégétalisation et donc une protection contre l'érosion : couches superposées d'argile et de terre, dépôts de tourbière (riches en matière organique et réducteurs).

## Évolution de la qualité des eaux après ennoyage
L’exhaure massive dans les bassins miniers conduit souvent à un abaissement général du niveau de la nappe avec formation de cuvettes piézométriques autour des mines. Après ennoyage, les bassins miniers retrouvent un nouvel équilibre hydrodynamique non influencé, exempt de toute surexploitation. Cet équilibre est différent de celui qui prévalait avant ou pendant l’exploitation minière (du fait des vides laissés par l’exploitation), mais il est définitif dans le sens où les désordres causés par l’exploitation dans le sous-sol sont irréversibles. Au fil du temps, le circuit hydraulique retrouve des conditions réductrices et la qualité des eaux du nouveau réservoir s'améliore d'abord rapidement (quelques mois à quelques années) puis plus lentement (quelques dizaines à quelques centaines d'années). Il est difficile d’évaluer le délai de retour à une qualité suffisante pour l’adduction d’eau potable : cela dépend beaucoup des particularités du site considéré.